# 天湯川田神社

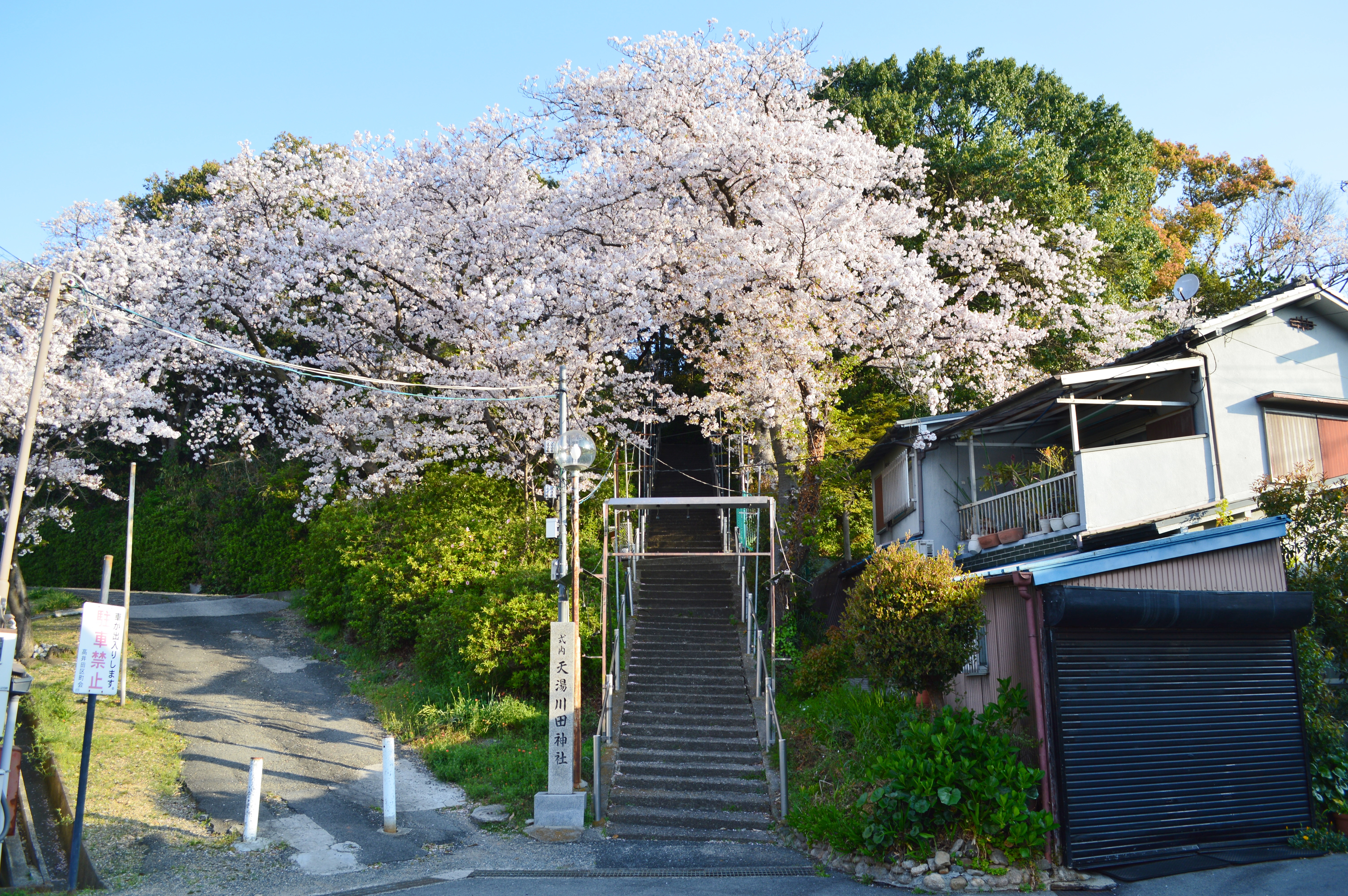
境内入口

天湯川田神社（あまゆかわたじんじゃ）は、大阪府柏原市高井田にある神社。式内社で、旧社格は村社。
奈良時代に聖武・孝謙天皇が巡拝した河内六寺の1つである鳥坂寺の塔跡に鎮座し、境内は柏原市立高井田公園として整備されている。

## 祭神
天湯河桁命、天児屋根命、大日霊貴命の三柱を祀る。このうち天湯河桁命は、当地近辺を支配していた古代氏族鳥取連の祖神とされる。

## 歴史
創建年代は不詳だが、境内地にあったとされる鳥坂寺は鳥取氏の氏寺あり、『和名類聚抄』には河内国大県郡に鳥坂郷と鳥取郷の記載があることから、近くにある宿奈川田神社と共に鳥取連が祖神を祀ったものとされる。延喜式神名帳には「河内国大県郡 天湯川田神社」と記載され、小社に列している。
中世から近世は「川田大明神」「大宮大明神」「春日社」などと称していたが、 明治5年（1872年）に現社名に改め村社に列した。

## 境内
境内は現在「柏原市立高井田公園」として整備されており、公園内の高台の頂上に社殿が立ち並んでいる。

### 鳥坂寺塔跡
境内には古代寺院の一つである鳥坂寺の遺構があり、昭和36年（1961年）の発掘調査で塔心礎と雨落溝が発見された。塔心礎は基壇面よりも深く埋め込まれた地下式心礎で、一辺1.2m、厚さ63cmの花崗岩製。柱穴の直径は底部で50.5cm、深さ15.5cmの円錐形の舎利孔があり、土層の観察から心柱を粘土で巻き、さらに木炭と小石混じり土で互層に埋め立てていることが分かった。柱穴の大きさや心礎と雨落溝の距離から見て、塔は高さ20mの三重塔で、7世紀中～後半にかけて建立されたものと推定される。

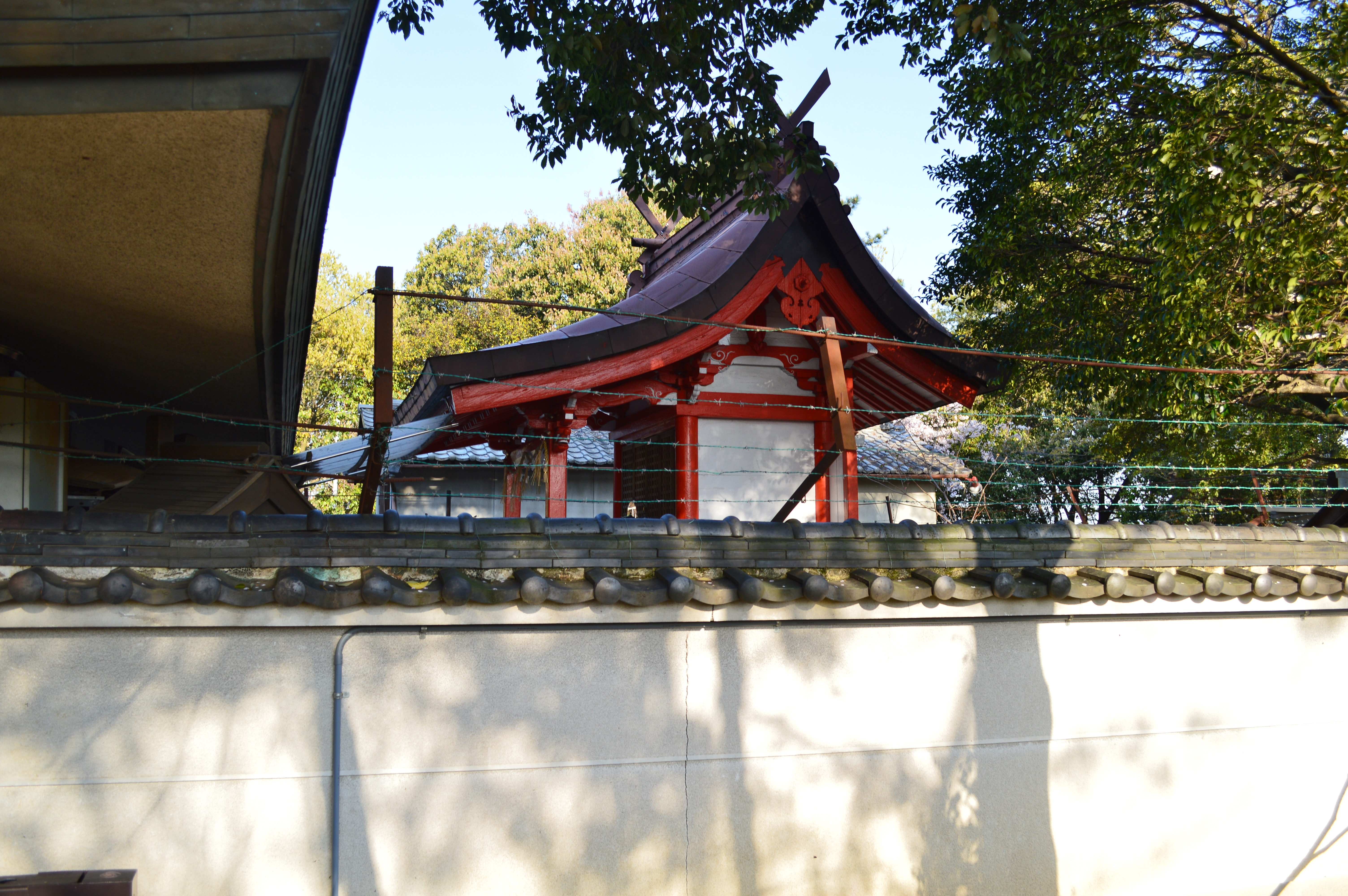
本殿
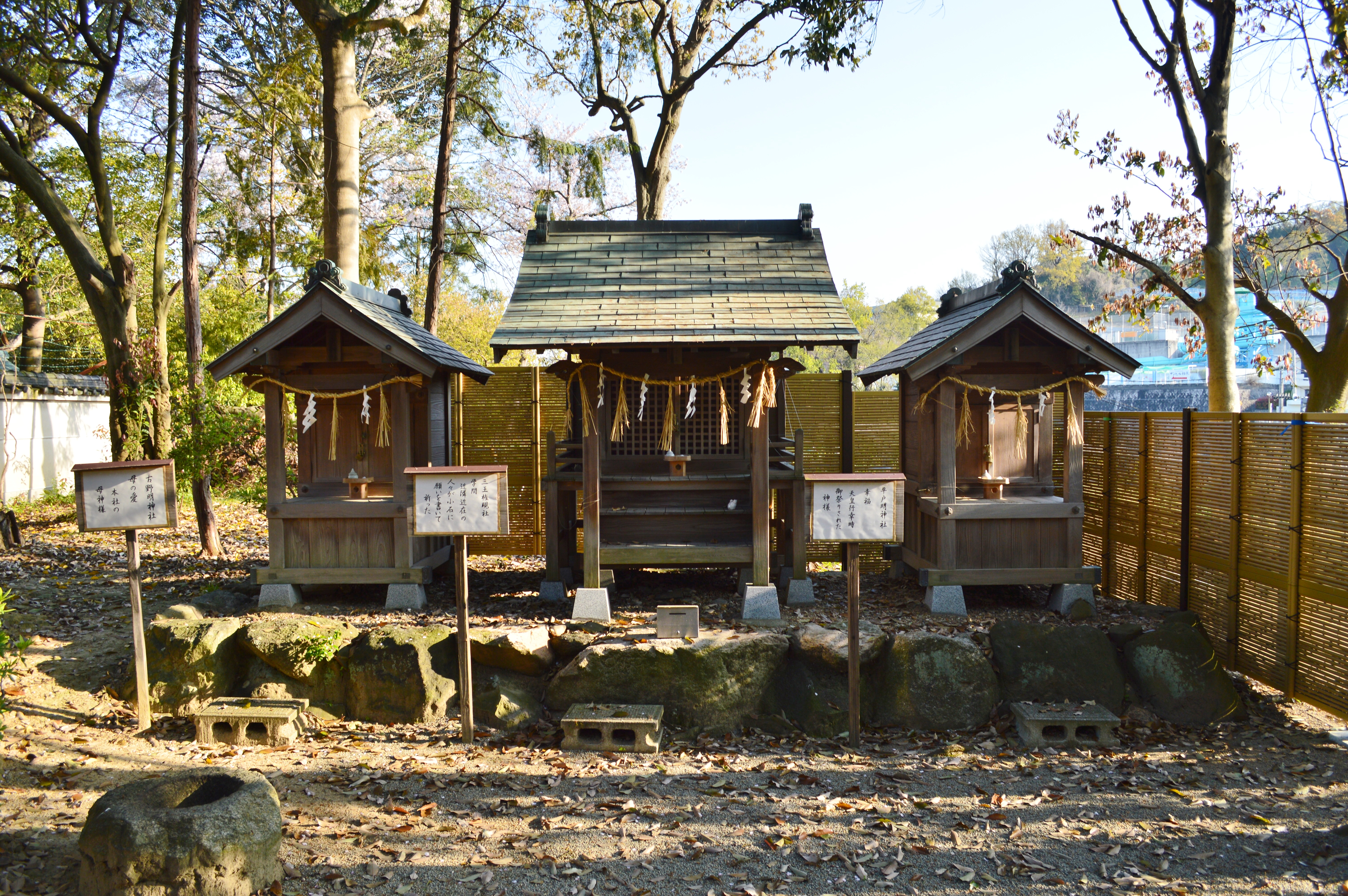
末社
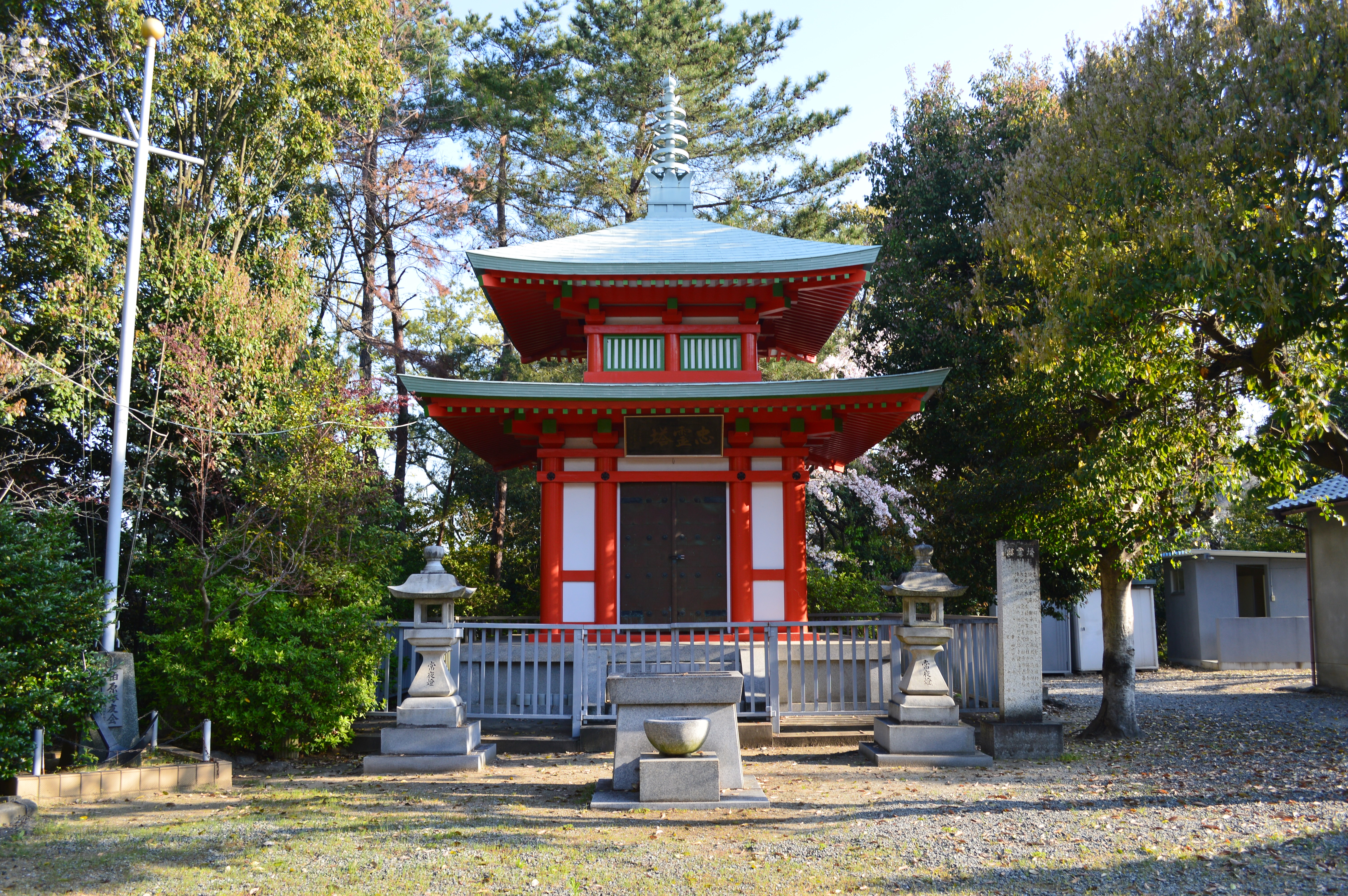
忠霊塔

## 交通アクセス
- JR西日本 大和路線 高井田駅（徒歩5分）
- 近鉄 大阪線 安堂駅（徒歩10分）